# Beautiful Liar
„Beautiful Liar” este un cântec pop al interpretei americane Beyoncé Knowles, realizat în colaborare cu solista columbiană Shakira. El a fost înregistrat pentru a fi inclus pe ediția specială a celui de-al doilea album de studio al lui Knowles, B’Day, în timp ce diferite remixuri ale acestuia s-au regăsit în lista pieselor prezentate de EP-ul în limba spaniolă al aceleiași artiste, Irreemplazable. Înregistrarea a fost lansată ca primul single al materialului în prima parte a anului 2007.
Compoziția a fost apreciată de critica de specialitate, majoritatea felicitând combinarea mai multor stiluri muzicale, Digital Spy declarând că piesa înglobează „ritmuri de R&B ce o să-i facă fericiți pe admiratorii lui Beyoncé și părți instrumentale orientale pentru a ne face să realizăm că Shakira este o senzație muzicală mondială”. Pentru a promova cântecul, artistele au filmat un videoclip — regizat de Jake Nava — ce a fost recompensat cu un premiu MTV Video Music Awards în 2007. De asemenea, a fost imprimată și o versiune în limba spaniolă a piesei, numită „Bello Embustero”, care a câștigat popularitate în țările de latine, fiind nominalizată la un premiu Latin Grammy, în timp ce „Beautiful Liar” s-a bucurat de o menționare pe lista premiilor Grammy.
Promovat după succesul înregistrărilor „Hips Don't Lie” și „Irreplaceable”, cântecul a devenit unul dintre cele mai bine clasate discuri single atât din cariera lui Knowles, cât și din cea a Shakirei, urcând pe locul întâi în peste treizeci de țări, printre care Franța, Germania sau Regatul Unit. De asemenea, „Beautiful Liar” a avansat nouăzeci și unu de trepte în Billboard Hot 100 într-o singură săptămână, odată cu lansarea în format digital stabilind — la acea dată — un record.

## Compunere și structura muzicală
În decembrie 2006, Beyoncé a confirmat duetul într-un interviu acordat postului de televiziune Univision. Cântăreața a declarat pentru MTV că întâlnit-o pe Shakira la diferite decernări de premii pe parcursul acelui an și că amândouă și-au exprimat dorința de a colabora. Când Knowles a invitat-o pe columbiancă să înregistreze cântecul pentru relansarea albumului B’Day, Shakira se afla în turneu. Cu toate acestea, interpretele au realizat piesa „pentru că amândouă ne admirăm reciproc și ne respectăm munca”. Knowles și Shakira au înregistrat părțile vocale în studiouri diferite.
„Beautiful Liar” este un cântec în genul R&B modern scris în tonalitatea sol minor și în măsura de trei pătrimi. Este o compoziție bazată pe ostinati și are influențe din muzica electronică și din cea latino. Sunt utilizate 1-2 acorduri pe spații mari și antifonia. Knowles a declarat că piesa are ca temă puterea feminină, fiind în conformitate cu cea albumului. Interpretele cântă despre un bărbat care le fascinează pe amândouă și în loc să lupte pentru el, acestea realizează că este o pierdere de vreme: „este vorba despre un individ care se joacă cu amândouă și în loc să ne certăm din cauza lui, ne spunem: «Haide să-l uităm. Să rămânem împreună. Este un mincinos frumos»”.

## Recenzii, nominalizări și premii
Criticii muzicali au apreciat combinarea într-un mod plăcut a genurilor diferite pe care interpretele le abordează. Nick Levine de la Digital Spy observă că piesa are „ritmuri de R&B ce o să-i facă fericiți pe admiratorii lui Beyoncé și părți instrumentale orientale pentru a ne face să realizăm că Shakira este o senzație muzicală mondială”. Mansized consideră cântecul ca fiind „punctul de întâlnire” al stilurilor muzicale abordate de cântărețe prin „integrarea motivelor latino-orientale din muzica Shakirei în sunetul R&B american al lui Beyoncé.” Hmv.com apreciază producția și versurile, iar Bill Lamb de la About.com scrie că piesa are „un ritm dansant și hipnotic”, acordându-i patru stele dintr-un total de cinci.
„Beautiful Liar” a fost nominalizat la Premiile Grammy 2008 la categoria „Cea mai bună colaborare vocală”, iar varianta în spaniolă a piesei a fost nominalizată la Latin Grammy Awards la categoria „Cântecul anului”. Piesa a câștigat distincția pentru „Cel mai bine vândut single britanic” în 2008 la Ivor Novello Awards. Deși este o piesă americană, „Beautiful Liar” a putut intra pe lista nominalizărilor, deoarece la compunerea lui a participat și textierul britanic Ian Dench.

## Ordinea pieselor pe disc
| Nr.                                      | Titlul                | Durată |
| ---------------------------------------- | --------------------- | ------ |
| Descărcare digitală                      |                       |        |
| 00.                                      | „Beautiful Liar” [A]  | 3:21   |
| 00.                                      | „Bello Embustero” [B] | 3:20   |
| Disc single distribuit în Regatul Unit   |                       |        |
| 01.                                      | „Beautiful Liar” [A]  | 3:21   |
| 02.                                      | „Beautiful Liar” [C]  | 3:27   |
| 03.                                      | „Beautiful Liar” [D]  | 4:03   |
| 04.                                      | „Déjà Vu” [E]         | 3:17   |
| 05.                                      | „Beautiful Liar” [F]  | 3:27   |
| Disc de vinil distribuit în Regatul Unit |                       |        |
| 01.                                      | „Beautiful Liar” [C]  | 3:27   |
| 02.                                      | „Déjà Vu” [E]         | 3:17   |
| 03.                                      | „Beautiful Liar” [A]  | 3:21   |

| Nr.                                           | Titlul               | Durată |
| --------------------------------------------- | -------------------- | ------ |
| Disc single distribuit în Australia și Europa |                      |        |
| 01.                                           | „Beautiful Liar” [A] | 3:21   |
| 02.                                           | „Beautiful Liar” [C] | 3:27   |
| Disc single distribuit în Japonia             |                      |        |
| 01.                                           | „Beautiful Liar” [A] | 3:21   |
| 02.                                           | „Beautiful Liar” [C] | 3:27   |
| 03.                                           | „Beautiful Liar” [F] | 3:27   |
| Disc single distribuit în Taiwan              |                      |        |
| 01.                                           | „Beautiful Liar” [A] | 3:21   |
| 02.                                           | „Beautiful Liar” [C] | 3:27   |
| 03.                                           | „Beautiful Liar” [G] | 2:45   |
| 04.                                           | „Déjà Vu” [E]        | 3:17   |
| 05.                                           | „Beautiful Liar” [F] | 3:27   |

Specificații
- A ^ Versiunea de pe albumul de proveniență, B'Day (ediție specială).
- B ^ Versiunea de pe albumul de proveniență, B'Day (ediție specială).
- C ^ Versiunea „Freemasons Remix”.
- D ^ Versiunea „Maurice Joshua Remix”.
- E ^ Versiunea „Freemasons Remix”.
- F ^ Videoclip.
- G ^ Versiunea „Freemasons Mix”.

## Videoclip
Videoclipul cântecului a fost filmat în prezența regizorului britanic Jake Nava, cu care Beyoncé lucrase anterior la realizarea scurtmetrajelor „Crazy in Love”, „Baby Boy”, „Naughty Girl”. Materialul a fost filmat în cele două săptămâni afectate pentru realizarea videoclipurilor ce urmau a fi incluse pe DVD-ul B'Day Anthology Video Album, într-un interval de două zile. Cele două interprete au fost nevoite să învețe coregrafia în doar patruzeci de minute, cea mai mare parte a acesteia fiind realizată de Shakira, care a consiliat-o pe Knowles cu privire la mișcările specifice dansului din buric. Ideea ca cele două să arate asemănător a venit din partea lui Beyoncé, care a fost inspirată de un dans executat anterior de un băiat, lucru ce părea a fi realizat în fața unei oglinzi. Ulterior, artista a observat faptul că respectiva persoană era acompaniată de o alta în timpul dansului.
Prima jumătate a videoclipului le prezintă pe cele două interprete separat. Materialul debutează cu afișarea fețelor protagonistelor, acestea fiind însă acoperite de fum. În timp ce scurtmetrajul continuă, solistele sunt prezentate și în fața unor fundaluri diferite și în încăperi adiacente, printre care: una populată de bambuși și alta plină cu nisip. Cea de-a doua parte a videoclipului este dominată de realizarea unor dansuri, la care iau parte atât Beyoncé, cât și Shakira. Spațiile de desfășurare sunt schimbate, acțiunea fiind mutată într-o cameră ai cărei pereți prezintă o serie de scrieri în limba avestană și un ambient inundat de o furtună. Pe tot parcursul videoclipului, cele două protagoniste folosesc articole vestimentare și coafuri similare.
„Beautiful Liar” a fost nominalizat la premiile BET din anul 2007 la categoria „Videoclipul anului”, dar a fost devansat de propriul material al lui Knowles, pentru „Irreplaceable”. De asemenea, la gala premiilor MTV Video Music Awards din același an, scurtmetrajul a câștigat trofeul pentru „Cea mai cutremurătoare colaborare”, o categorie nou introdusă în desfășurătorul competiției. În timpul evenimentului, Beyoncé a ridicat distincția singură, întrucât Shakira se afla în Canada la acel moment.

## Prezența în clasamente
„Beautiful Liar” a intrat în Billboard Hot 100 pe poziția cu numărul 96. În cea de-a doua săptămână, cântecul a urcat nouăzeci și unu de trepte în clasament, oprindu-se pe locul 3 și stabilind un record, „cea mai înaltă urcare înregistrată în Billboard Hot 100”. Acest record a fost doborât însă în luna octombrie a anul 2008, de interpreta americană Britney Spears și discul ei „Womanizer”, care a înregistrat un salt de nouăzeci și cinci de poziții (96 — 1). În mod similar, cântecul a urcat șaptezeci și patru de locuri și în Billboard Pop 100 (77 — 3). „Beautiful Liar” a devenit unul dintre puținele cântece care debutează pe prima poziție atât în Billboard Hot Digital Songs cât și în Billboard Hot Digital Tracks. „Beautiful Liar” a primit discul de aur în Statele Unite ale Americii pentru vânzări de peste 1.000.000 de exemplare.
Cântecul a activat la un nivel mai înalt la nivel mondial, obținând locul 1 în treizeci și două de țări, devenind unul dintre cele mai bine clasate discuri single ale ambelor artiste. În Regatul Unit, un remix realizat de Freemasons, a fost intens promovat la posturile de radio, inclusiv la BBC Radio 1, unde a fost așezat pe prima listă de difuzări. „Beautiful Liar” a debutat în clasamentul din Regatul Unit pe locul 10, doar cu ajutorul descărcărilor digitale, cu două săptămâni înaintea lansării discurilor single. Piesa a înregistrat vânzări de 37.500 de exemplare în Regatul Unit, doar în prima săptămână. După lansarea compact discurilor, „Beautiful Liar” a atins prima poziție. Pe data de 20 iunie 2007, discul single a primit discul de argint pentru vânzări de peste 200.000 de exemplare, fiind cel de-al doisprezecelea cel mai bine vândut cântec al anului. Discul s-a comercializat în peste 370.000 de unități în Regatul Unit, fiind cel de-al cincilea cel mai bine vândut single al lui Knowles din cariera independentă.
Piesa a obținut poziția cu numărul 1 și în alte țări europene, cum ar fi Irlanda, Franța, Germania sau Olanda. În Oceania discul single a obținut primul loc în Noua Zeelandă și locul 5 în Australia. În România cântecul a debutat pe locul 55 și a intrat în top 10 în cea de-a patra săptămână. Piesa a obținut locul 2 în cea de-a șaptea săptămână, devenind cel mai bine clasat disc single al lui Beyoncé în România, surclasând cântecul „Check on It” care a obținut locul 3.

## Clasamente
| Țară (clasament)                 | Pozitia maxima   | Referință        |
| „Beautiful Liar”                 | „Beautiful Liar” | „Beautiful Liar” |
| -------------------------------- | ---------------- | ---------------- |
| Argentina (Top 40 Charts)        | 1                | [ 51 ]           |
| Australian (ARIA)                | 5                | [ 52 ]           |
| Austria (Ö3 Austria Top 40)      | 2                | [ 52 ]           |
| Belgia — Flandra (Ultratop)      | 2                | [ 52 ]           |
| Belgia — Valonia (Ultratop)      | 5                | [ 52 ]           |
| Brazilia (Brasil Hot 100)        | 1                | [ 53 ]           |
| Canada (Billboard)[A]            | 22               | [ 10 ]           |
| Canada (CANOE JAM!)              | 5                | [ 54 ]           |
| Canada (CANOE JAM! — Descărcări) | 1                | [ 55 ]           |
| Cehia (IFPI)                     | 8                | [ 56 ]           |
| Chile (Top 40 Charts)            | 9                | [ 57 ]           |
| Croația (e!Hot)                  | 1                | [ 58 ]           |
| Danemarca (IFPI)                 | 4                | [ 52 ]           |
| Elveția (Media Control)          | 1                | [ 52 ]           |
| Europa (APC Charts)              | 1                | [ 59 ]           |
| Europa (Billboard)               | 1                | [ 60 ]           |
| Finlanda (YLE)                   | 2                | [ 52 ]           |
| Franța (SNEP)                    | 1                | [ 52 ]           |
| Germania (Media Control)         | 1                | [ 61 ]           |
| Grecia (Top 40 Charts)           | 1                | [ 62 ]           |
| Irlanda (IRMA)                   | 1                | [ 10 ]           |
| Irlanda (IRMA — Descărcări)      | 2                | [ 63 ]           |
| Israel (Charts.co.il)            | 1                | [ 64 ]           |
| Italia (FIMI)                    | 1                | [ 52 ]           |

| Țară (clasament)                          | Pozitia maxima | Referință |
| ----------------------------------------- | -------------- | --------- |
| Japonia (Top 40 Charts)                   | 12             | [ 65 ]    |
| Norvegia (VG Lista)                       | 2              | [ 52 ]    |
| Noua Zeelandă (RIANZ)                     | 1              | [ 52 ]    |
| Olanda (Dutch Top 40)                     | 1              | [ 10 ]    |
| Olanda (Dutch Mega Top 100)               | 1              | [ 52 ]    |
| Polonia (APC Charts)                      | 2              | [ 66 ]    |
| Portugalia (APC Charts)                   | 2              | [ 10 ]    |
| România (Romanian Top 100)                | 2              | [ 49 ]    |
| Rusia (Top Hit)                           | 7              | [ 67 ]    |
| Regatul Unit (UK Singles Chart)           | 1              | [ 10 ]    |
| Regatul Unit (UK R&B Chart)               | 1              | [ 68 ]    |
| Slovakia Singles Chart                    | 11             | [ 69 ]    |
| Spania (Promusicae)                       | 1              | [ 70 ]    |
| Suedia (Sverigetopplistan)                | 6              | [ 10 ]    |
| S.U.A. (Billboard Hot 100)                | 3              | [ 60 ]    |
| S.U.A. (Billboard Pop 100)                | 3              | [ 55 ]    |
| S.U.A. (Billboard Hot Digital Songs)      | 1              | [ 60 ]    |
| S.U.A. (Billboard Hot Dance Club Play)    | 1              | [ 60 ]    |
| S.U.A. (Billboard Hot R&B Songs)          | 70             | [ 60 ]    |
| Taiwan (Top 40 Charts)                    | 3              | [ 71 ]    |
| United World Chart (Media Traffic)        | 2              | [ 10 ]    |
| „Beautiful Liar/Bello Embustero”          |                |           |
| S.U.A. (Billboard Hot Latin Songs)        | 10             | [ 55 ]    |
| S.U.A. (Billboard Latin Pop Airplay)      | 13             | [ 55 ]    |
| S.U.A. (Billboard Latin Tropical Airplay) | 11             | [ 55 ]    |

- A ^ Clasamentul compilat de Billboard, Canadian Hot 100, a fost lansat după ce înregistrarea fusese lansată și activase în ierarhiile de specialitate.[72] Poziția consemnată în tabel este cea câștigată odată cu scăderea popularității discului single.

## Versiuni existente
| - „Beautiful Liar” - „Beautiful Liar” (versiunea de pe albumul de proveniență, B'Day — ediție specială) - „Beautiful Liar” (versiunea „Freemasons Remix”) - „Beautiful Liar” (versiunea „Freemasons Mix”) | - „Bello Embustero” - „Bello Embustero” (versiunea de pe albumul de proveniență, Ireemplazable) - „Bello Embustero” (remix de Shakira) - „Bello Embustero” (remix „Spanglish”) |

## Personal
- Sursă:[73]

| - Voce: Beyoncé, Shakira - Background: Maurice Joshua - Chitară: Keith Henderson - Chitară bas: Ron Hall | - Nai: Boujemaa Razgui - Vioară, violă: Hanna Khoury - Percuție: Maurice Joshua, Omar Al-Musfi - Claviatură: Rob „Diggy” Morrison |

## Datele lansărilor
| Țara          | Data lansării   | Casă de discuri  | Format              | Referințe |
| ------------- | --------------- | ---------------- | ------------------- | --------- |
| Australia     | 5 martie 2007   | Columbia Records | descărcare digitală | [ 1 ]     |
| Noua Zeelandă | 5 martie 2007   | Columbia Records | descărcare digitală | [ 74 ]    |
| Irlanda       | 7 aprilie 2007  | Columbia Records | descărcare digitală | [ 75 ]    |
| Austria       | 9 aprilie 2007  | Columbia Records | EP                  | [ 76 ]    |
| S.U.A.        | 9 aprilie 2007  | Columbia Records | EP                  | [ 77 ]    |
| Regatul Unit  | 16 aprilie 2007 | Columbia Records | disc single         | [ 22 ]    |
| Germania      | 20 aprilie 2007 | Columbia Records | disc single         | [ 25 ]    |
| Franța        | 23 aprilie 2007 | Columbia Records | disc single         | [ 26 ]    |

## Certificări și vânzări
| \| Țara/ clasament \| Vânzări/ puncte \| Certificare \| Referințe \| \| ------------------ \| --------------- \| ----------- \| --------- \| \| Australia \| +35.000 \| \| [78] \| \| Belgia \| +10.000 \| \| [79] \| \| Danemarca \| +30.000 \| \| [80] \| \| Regatul Unit \| +370.000 \| \| [44][46] \| \| S.U.A \| +1.000.000 \| \| [39] \| \| United World Chart \| +4.417.000 \| \| [81] \| | Note - reprezintă „disc de argint”; - reprezintă „disc de aur”; - reprezintă „disc de platină”; - reprezintă „dublu disc de platină”; |             |               |
| Țara/ clasament | Vânzări/ puncte | Certificare | Referințe     |
| Australia | +35.000 |             | [ 78 ]        |
| Belgia | +10.000 |             | [ 79 ]        |
| Danemarca | +30.000 |             | [ 80 ]        |
| Regatul Unit | +370.000 |             | [ 44 ] [ 46 ] |
| S.U.A | +1.000.000 |             | [ 39 ]        |
| United World Chart | +4.417.000 |             | [ 81 ]        |